# Pettebyviken
Pettebyviken este o arie protejată (arie de protecție specială avifaunistică — SPA) din Finlanda întinsă pe o suprafață de 144 ha, integral pe uscat.

## Localizare
Centrul sitului Pettebyviken este situat la coordonatele 60°17′23″N 22°12′18″E / 60.2897°N 22.205°E.

## Înființare
Situl Pettebyviken a fost declarat arie de protecție specială avifaunistică în august 1998 pentru a proteja 17 specii de animale.

## Biodiversitate
Situată în ecoregiunea boreală, aria protejată nu include niciun habitat protejat.
La baza desemnării sitului se află mai multe specii protejate de  păsări (17): lăcar mare (Acrocephalus arundinaceus), stârc cenușiu (Ardea cinerea), rață-cu-cap-castaniu (Aythya ferina), rața moțată (Aythya fuligula), buhai de baltă (Botaurus stellaris), erete de stuf (Circus aeruginosus), lebădă de iarnă (Cygnus cygnus), ciocănitoare neagră (Dryocopus martius), șoimul rândunelelor (Falco subbuteo), Mergellus albellus, codobatura galbenă (Motacilla flava), vultur pescar (Pandion haliaetus), ciocănitoare verzuie (Picus canus), cresteț pestriț (Porzana porzana), rață cârâitoare (Spatula querquedula), chiră de baltă (Sterna hirundo), fluierarul cu picioare roșii (Tringa totanus).
Pe lângă speciile protejate, pe teritoriul sitului au mai fost identificate 1 specie de amfibieni.